# Little Harrowden
Little Harrowden är en civil parish i Storbritannien.   Den ligger i grevskapet Northamptonshire och riksdelen England, i den södra delen av landet, 100 km norr om huvudstaden London. Antalet invånare är 881.